# Charles Paquet
Charles Paquet, francoski general, * 1877, † 1962.